# George W. Shell
George Washington Shell (* 13. November 1831 bei Laurens, Laurens County, South Carolina; † 15. Dezember 1899 ebenda) war ein US-amerikanischer Politiker. Zwischen 1891 und 1895 vertrat er den Bundesstaat South Carolina im US-Repräsentantenhaus.

## Werdegang
George Shell besuchte die öffentlichen Schulen seiner Heimat einschließlich der Laurens Academy. Anschließend begann er in der Landwirtschaft zu arbeiten. Während des  Bürgerkrieges war er Soldat der Armee der Konföderierten Staaten. Bei Kriegsende hatte er den Rang eines Hauptmanns erreicht. Nach dem Krieg setzte er seine Tätigkeiten in der Landwirtschaft fort. Politisch war Shell Mitglied der Demokratischen Partei. In den Jahren 1886 und 1887 war er im Staatsvorstand seiner Partei in South Carolina. Im Jahr 1888 wurde er zum Präsidenten der Farmer-Vereinigung seines Staates gewählt. Ab 1888 war er Verwaltungsangestellter am Bezirksgericht im Laurens County.
Bei den Kongresswahlen des Jahres 1890 wurde Shell im vierten Wahlbezirk von South Carolina in das US-Repräsentantenhaus in Washington, D.C. gewählt, wo er am 4. März 1891 die Nachfolge von William H. Perry antrat. Nach einer Wiederwahl im Jahr 1892 konnte er bis zum 3. März 1895 zwei Legislaturperioden im Kongress absolvieren. Von 1893 bis 1895 war er Vorsitzender des Committee on Ventilation and Acoustics. Im Jahr 1894 verzichtete Shell auf eine weitere Kandidatur. Er zog sich in seinen Ruhestand zurück, den er auf seiner Plantage bei Laurens verbrachte. Dort ist er am 15. Dezember 1899 auch verstorben.